# Kasper (stripreeks)
Kasper (Frans: Gaspard de la nuit) is een stripreeks geschreven door Stephen Desberg met tekeningen van Johan De Moor. De reeks werd uitgegeven door Casterman.

## Inhoud
De reeks speelt zich af in een sprookjeswereld parallel met 'onze' wereld.  In deze strip wordt de aarde naar voor gebracht als de 'wereld van de volwassenen'. De sprookjeswereld wordt uitgebuit door de mensen om hun vreugdeloze wereld op te vrolijken. Maskers spelen een centrale rol in deze wereld van Desnachts zoals de sprookjeswereld door zijn bewoners wordt genoemd. De jonge hoofdrolspeler komt dan ook bij het redden van een van deze maskers in deze wondere wereld terecht, en neemt daar de identiteit aan van het masker; de jonge kabouter Kasper. Uiteindelijk zal Kasper heel wat avonturen beleven en de wereld van Desnachts, die in een algehele opstand tegenover de mensheid verwikkeld raakt, redden van een heerszuchtige graaf.

## Albums
1. De achterkant van het masker (1987)
2. Jagers in de nacht (1989)
3. De prins der droge tranen (1990)
4. De vleugels van Naxmaal (1991)

## Prijs
In 1989 kreeg De Moor de Bronzen Adhemar voor de reeks.

## Trivia
- In de eerste stroken van De achterkant van het masker is duidelijk de stijl van Quick en Flupke te herkennen, een reeks waar Johan De Moor begin de jaren 80 enkele verhalen van hertekende.